# Artur Bagur Mercadal
Artur Bagur Mercadal (Maó, 1948) és un polític menorquí, alcalde de Maó i senador per Menorca en la IX legislatura.
Treballà com a tècnic de farmàcia fins al 1991. Militant del PSIB-PSOE, fou escollit regidor de l'ajuntament de Maó en les eleccions municipals espanyoles de 1983 i en fou alcalde de 1993 a 2008. Fou escollit senador per Menorca a les eleccions generals espanyoles de 2008 per una coalició PSOE-EM-PSM-VERDS. Fou portaveu del grup parlamentari mixt de 2008 a 2011.
Dimití com a alcalde el 26 de setembre de 2008, cedint el seu lloc a Vicenç Tur Martí.